# Kienesa w Sewastopolu

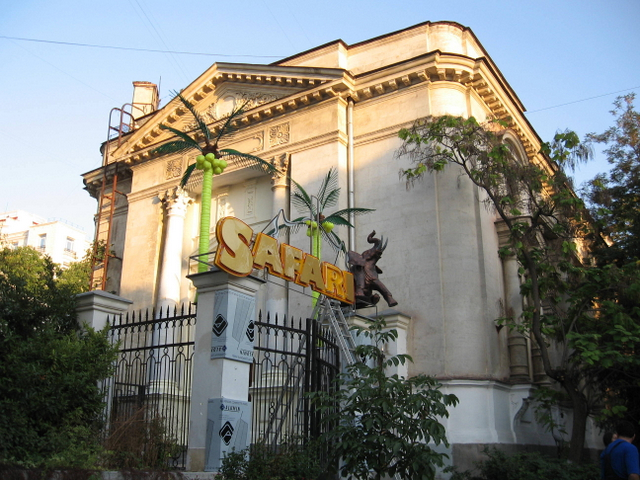
Kienesa w Sewastopolu (widok od strony północnej)

Kienesa w Sewastopolu (ros. Севастопольская кенасса / Siewastopolskaja kienassa) – kienesa karaimska znajdująca się w Sewastopolu, przy ulicy Wielkiej Morskiej (ros. Bolszaja Morskaja).
Kienesa została zbudowana w latach 1896–1908, obok starego budynku z lat 1891–1896. Budowa drugiego domu modlitewnego - tak jak w Symferopolu - miała swą przyczynę w znacznym rozroście społeczności karaimskiej na Krymie. Na początku lat 30. XX wieku została przejęta przez państwo, mieściła salę sportową towarzystwa Spartak. 
W czasie II wojny światowej uszkodzona, odbudowana według projektu A. Bobkowa w 1953 roku - od tego czasu główne wejście znajduje się od strony południowej (wcześniej - północnej). 